# Klasse van (spat)watergemeenschappen
De klasse van (spat)watergemeenschappen (Hymenelio-Fontinalietea) is een klasse van syntaxa die aquatische, amfibische en van spatwater afhankelijke, baseminnende vegetatie omvat waarin mossen en/of korstmossen domineren. De vegetatie uit deze klasse komt voor op harde oevers en met steen ingelegde dijken en beschoeiingen van binnenwateren.

## Naamgeving en codering
| Hymenelio lacustris-Fontinalietea antipyreticae Philippi 1956 |

- Syntaxoncode voor Nederland (rVvN): r47

De wetenschappelijke naam Hymenelio-Fontinalietea is afgeleid van de botanische namen van twee diagnostische soorten van de klasse. Dit is het korstmos Ionaspis lacustris (syn. Hymenelia lacustris) en het bladmos gewoon bronmos (Fontinalis antipyretica).

## Onderliggende syntaxa in Nederland
De klasse van (spat)watergemeenschappen is in Nederland rijkelijk vertegenwoordigd door drie orden.
- - waterkorst-orde (Hymenelietalia lacustris)
    - verbond van gevlekte waterstippelkorst (Hydropunctarion rheitrophilae)
      - associatie van gevlekte waterstippelkorst (Hydropunctarietum rheitrophilae)

    - verbond van bleke waterstippelkorst (Verrucarion praetermissae)
      - beekblauwkorst-associatie (Porpidietum hydrophilae)

  - oeverdikkopmos-orde (Brachythecietalia plumosi)
    - oeverbisschopsmuts-verbond (Racomitrion acicularis)
      - beekschoffelmos-associatie (Chiloscypho-Scapanietum)

  - beekmos-orde (Leptodictyetalia riparii)
    - kribbenmos-verbond (Cinclidotion)
      - watervedermos-associatie (Fissidentetum fontani)
      - kribbenmos-associatie (Cinclidotetum fontinaloidis)
      - riviervedermos-associatie (Leptodictyo-Fissidentetum)

    - watervalmos-verbond (Rhynchostegion riparioidis)
      - watervalmos-associatie (Rhynchostegietum riparioidis)

## Vegetatiezonering
In de vegetatiezonering kan de klasse van (spat)watergemeenschappen contactgemeenschappen vormen met een hoog aantal syntaxa uit andere klassen. Vaak staat de klasse aan de bovenzijde in contact met vegetatie van de kringmos-klasse, de klasse van stippelkorsten en achterlichtmossen of de muurvaren-klasse.

## Fotogalerij

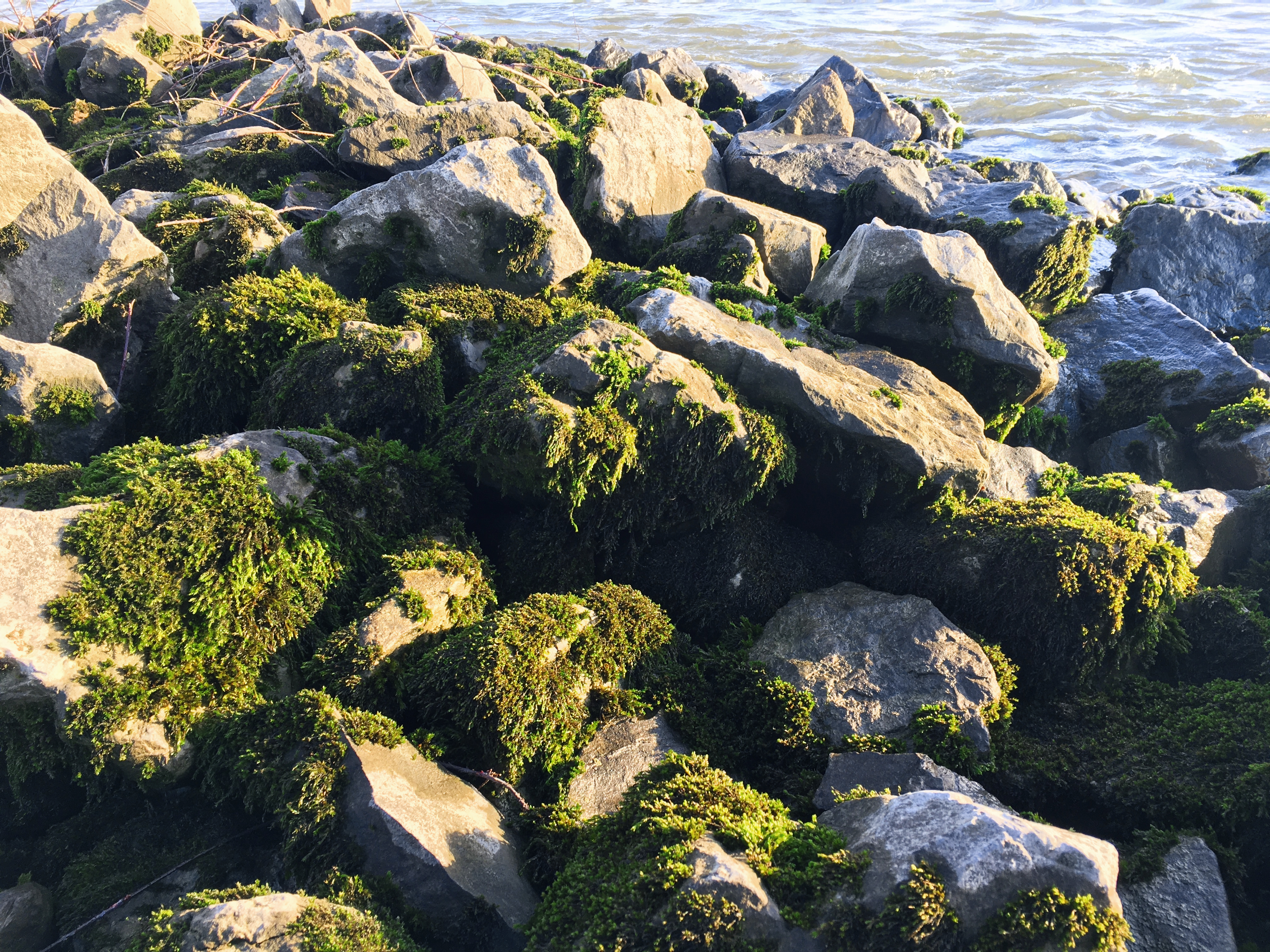
Een winteraspect van de kribbenmos-associatie
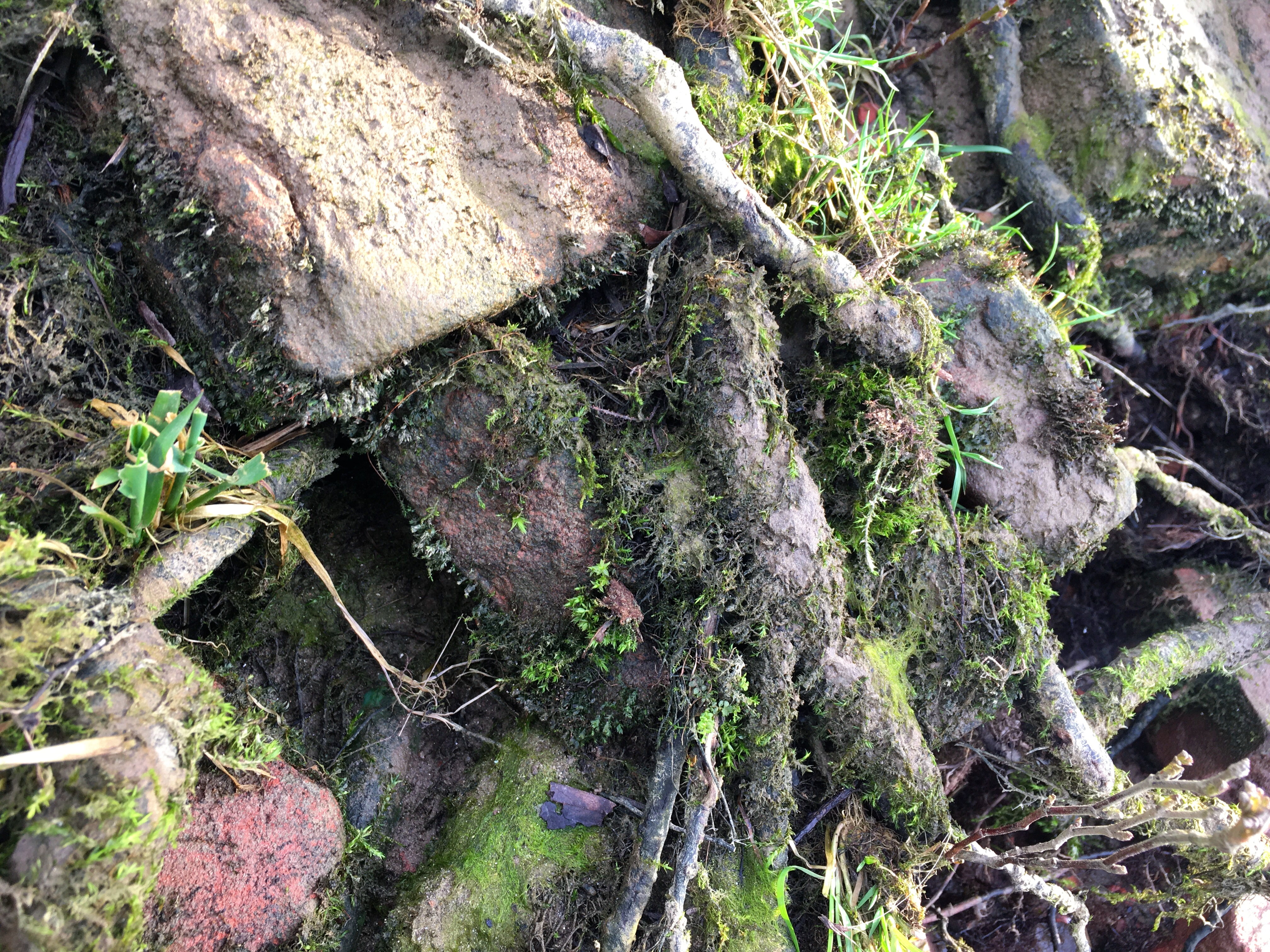
Een voorjaarsaspect van de riviervedermos-associatie
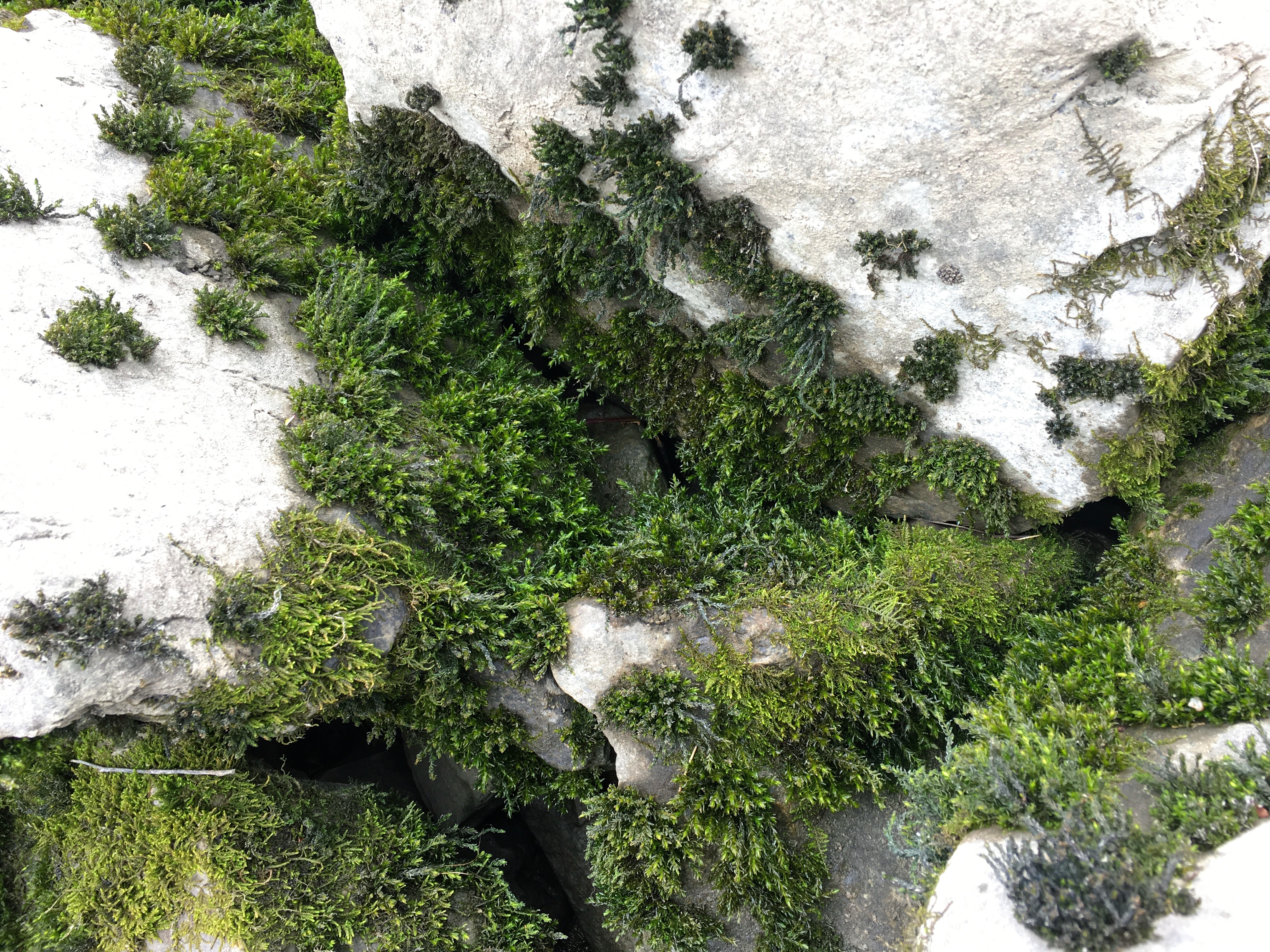
Close-up van de kribbenmos-associatie